# Gavião Peixoto (ort)
Gavião Peixoto är en ort i Brasilien.   Den ligger i kommunen Gavião Peixoto och delstaten São Paulo, i den sydöstra delen av landet, 700 km söder om huvudstaden Brasília. Gavião Peixoto ligger 519 meter över havet och antalet invånare är 4 662.
Terrängen runt Gavião Peixoto är platt. Närmaste större samhälle är Nova Europa, 9,6 km nordväst om Gavião Peixoto.
Omgivningarna runt Gavião Peixoto är en mosaik av jordbruksmark och naturlig växtlighet. Runt Gavião Peixoto är det glesbefolkat, med 18 invånare per kvadratkilometer.